# کمبریج (مریلند)
کیمبریج (به انگلیسی: Cambridge) شهری در ایالت مریلند کشور ایالات متحده آمریکا است که جمعیت آن در سرشماری سال ۲۰۱۰ میلادی، ۱۲٬۳۲۶ نفر بوده‌است.